# MI3
MI3 (British Military Intelligence Section 3) var en del av det brittiska krigdsdepartementet. Uppdraget för underrättelsetjänsten var att samla in och handha geografisk information. 1914 var den uppdelad enligt följande underavdelningar med ansvarsområden:
- MI3a: information om Frankrike, Belgien, Luxemburg och Marocko
- MI3b: Österrike-Ungern, Schweiz
- MI3c: Tyskland
- MI3d: Nederländerna, Norge, Sverige och Danmark
- MI3e: Militär översättning

Efter Första världskriget ändrades deras uppdrag till att gälla underrättelse i Europa, inklusive Baltikum, Sovjetunionen och Skandinavien efter 1941. MI3 gick upp i MI6 år 1945.